# La Nava de Santiago
La Nava de Santiago é um município da Espanha na comarca de Tierra de Mérida - Vegas Bajas, província de Badajoz, comunidade autónoma da Estremadura, de área 45 km². Em 2021 tinha 933 habitantes (densidade: 20,7 hab./km²).

## Demografia
| Variação demográfica do município entre 1991 e 2004 [carece de fontes?] | Variação demográfica do município entre 1991 e 2004 [carece de fontes?] | Variação demográfica do município entre 1991 e 2004 [carece de fontes?] | Variação demográfica do município entre 1991 e 2004 [carece de fontes?] |
| ----------------------------------------------------------------------- | ----------------------------------------------------------------------- | ----------------------------------------------------------------------- | ----------------------------------------------------------------------- |
| 1991                                                                    | 1996                                                                    | 2001                                                                    | 2004                                                                    |
| 1166                                                                    | 1173                                                                    | 1142                                                                    | 1140                                                                    |